# París-Tours 2011
La 105.ª París-Tours se disputó el domingo 9 de octubre de 2011 por un trazado de 230,5 kilómetros con inicio en Voves (alrededores de París) y con el tradicional final en la avenida de Grammont en Tours, con tres cotas en los últimos 28 kilómetros.
Estuvo encuadrada en el UCI Europe Tour dentro de la categoría 1.HC (máxima categoría de estos circuitos).
Participaron 25 equipos: 14 de categoría UCI ProTeam (Ag2r La Mondiale, BMC Racing Team, Omega Pharma-Lotto, QuickStep Cycling Team, Katusha Team, Rabobank, Team Saxo Bank-Sungard, HTC-Highroad, Garmin-Cervélo, Movistar Team, Team RadioShack, Lampre-ISD, Sky Professional Cycling Team, Vacansoleil-DCM Pro Cycling Team); 10 de categoría Profesional Continental (Bbox Bouygues Telecom, Cofidis, le Crédit en Ligne, Saur-Sojasun, Topsport Vlaanderen-Mercator, Landbouwkrediet, Veranda´s Willems-Accent, Bretagne-Schuller, FDJ, Team Type 1-Sanofi y Skil-Shimano); y 1 francés de categoría Continental (BigMat-Auber 93). Formando así un pelotón de 189 ciclistas, de 8 corredores cada equipo (excepto el Lampre-ISD, Leopard Trek, Sky, BMC Racing y Type 1-Sanofi que salieron con 7 y el RadioShack, Garmin-Cervélo y Saxo Bank Sungard que salieron con 6), de los que acabaron 89.
La carrera se decidió a mitad de carrera en la que se produjeron varios cortes en forma de abanicos evitando el trabajo del pelotón. Finalmente una veintena de corredores se distanciaron y entre ellos se jugaron la victoria a pesar de no contar con más de minuto y medio con el pelotón perseguidor en el que no había suficientes corredores para echar abajo la fuga. En la última cota se distanciaron del grupo Greg Van Avermaet y Marco Marcato siendo Van Avermaet el más rápido en la meta. Completó el podio Kasper Klostergaard al comandar un terceto perseguidor.

## Clasificación final
| Pos. | Ciclista            | Equipo          | Tiempo          |
| ---- | ------------------- | --------------- | --------------- |
| 1.   | Greg Van Avermaet   | BMC Racing      | 5 h 21 min 43 s |
| 2.   | Marco Marcato       | Vacansoleil-DCM | a 2 s           |
| 3.   | Kasper Klostergaard | Saxo Bank       | a 15 s          |
| 4.   | Ian Stannard        | Sky             | m.t.            |
| 5.   | László Bodrogi      | Type 1-Sanofi   | m.t.            |
| 6.   | Mickaël Delage      | FDJ             | a 22 s          |
| 7.   | Geoffroy Lequatre   | RadioShack      | m.t.            |
| 8.   | Stuart O'Grady      | Leopard Trek    | m.t.            |
| 9.   | Roy Curvers         | Skil-Shimano    | m.t.            |
| 10.  | Arnaud Gérard       | FDJ             | a 26 s          |